# Vi Trọng Lễ
Vi Trọng Lễ (sinh 1959), quê quán xã Đồng Lương, huyện Cẩm Khê, Tỉnh Phú Thọ. là đại biểu Quốc hội Việt Nam khóa 12, thuộc đoàn đại biểu Phú Thọ.
Hiện nay là Tỉnh ủy viên, phó chủ tịch HĐND tỉnh Phú Thọ khóa XVII (nhiệm kỳ 2011 - 2016).